# 조지 클린턴
조지 클린턴(영어: George Clinton, 1739년 7월 26일 ~ 1812년 4월 20일)는 미국의 정치인으로, 제4대 부통령 (1805년 ~ 1812년)이자 또한 임기 중 사망한 첫번째 부통령이자, 첫번째로 두명의 미국 대통령 아래에서 부통령을 재임하였다. 또한 그는 미국 건국의 아버지 중 한명이었다. 그는 또한 자신의 10대 시절에 군인이었으며 프렌치 인디언 전쟁에서 복무하였다.

## 어린 시절
영국령 아메리카 뉴욕 식민지의 리틀 브리튼에서 태어났으며 점성술의 별자리는 사자궁이었다. 그의 부친 찰스 클린턴도 또한 육군에 복무하였고, 모친 엘리자베스는 주부였다. 그의 부모는 아일랜드에서 온 이민자들이었다. 클린턴은 자신의 초기 교육의 대부분 동안 가정 교육을 받았고, 부친의 견해와 그에 의하여 간직된 책들을 통하여 정치에 관심을 가졌다. 이것에 의하여 영감을 받은 그는 군대에 입대하여 프렌치 인디언 전쟁에서 복무하였다.
클린턴은 프롱트낵 요새 전투가 열린 동안 부친을 동행하였고, 중위가 되었다.

## 경력
클린턴은 어린 나이부터 정치에 관심을 가져 전쟁이 끝난 후 법률을 공부하기로 선택하였다. 1764년 그는 변호사로서 경력을 시작하였다. 클린턴은 뉴욕 지방 회의의 의원이 되어 7년 동안 이 직위를 보유하였다. 그는 영리한 정치인으로 1775년 뉴욕 지방 회의에 의하여 시민군에서 준장으로 임관되었다. 그는 영국군으로부터 허드슨강의 섬들을 방어하는 업무와 함께 임무를 받았다. 그는 성공적으로 이 임무를 수행하였다. 이 성취의 이유로 그는 1777년 3월 대륙육군의 준장으로 임관되었다. 클린턴은 1783년까지 대륙육군의 일원으로 남아 5연속으로 재선되었다.
1783년 클린턴은 뉴욕 신시내티 사회의 일원이 되었다. 그는 거기서 12년을 지내 사회에서 최종의 세월에 그 회장이 되었다. 클린턴은 미국이 채택하고 있었던 새로운 헌법을 좋아하지 않았다. 국가가 새 헌법을 채택하기로 결정하였을 때 클린턴과 다른이들은 공개적으로 그것을 반대하였다. 하지만 그의 당이 꺾였기 때문에 헌법은 통과하였다. 1792년 클린턴은 부통령을 위한 민주공화당의 후보로서 당에 의하여 지명되었다.
하지만 그의 정치 경력은 그가 뉴욕 주립 회의로 선출되었을 때 1800년까지 몇년간 멈췄다. 그러고나서 클린턴은 뉴욕주지사가 되었다. 그는 토머스 제퍼슨 대통령 아래 1804년 미국 대통령 선거에서 제4대 부통령이 되었다. 그는 다음 5년 동안 이 직위를 보유하였다. 1809년 선거에서 클린턴은 다시 한번 다른 대통령 제임스 매디슨 아래 부통령으로서 선택되었다. 이 직무를 보유한 동안 그는 2명의 다른 대통령들 아래 부통령 직위를 보유한 단 둘의 하나였다.

## 유산
클린턴은 또한 미국 역사상 가장 인기있던 정치인들 중의 하나인 매우 영리한 정치인으로 숙고되었다. 뉴욕주와 오하이오주의 클린턴군 같이 몇몇의 군들이 그의 이름을 땄다.

## 개인 생활
1770년 2월 클린턴은 세라 코넬리아 태펀과 결혼하였다. 부부는 6명의 자녀 - 5명의 딸과 1명의 아들을 두었다. 이 결혼 생활은 또한 클린턴의 정치적 권력과 직위를 강화하는 그의 방향으로서 보이기도 하였다.

## 사망
1812년 4월 20일 72세의 나이로 워싱턴 D. C.에서 사망하였다. 클린턴은 임기 중에 사망한 첫 부통령이 되었다.

## 역대 선거 결과
| 선거명      | 직책명        | 대수 | 정당         | 득표율  | 득표수 (선거인단) | 결과 | 당락             |
| ----------- | ------------- | ---- | ------------ | ------- | ----------------- | ---- | ---------------- |
| 1777년 선거 | 뉴욕 주지사   | 1대  | 반연방주의당 | 48.28%  | 1,828표           | 1위  | 뉴욕 주지사 당선 |
| 1780년 선거 | 뉴욕 주지사   | 1대  | 반연방주의당 | 100.00% | 3,624표           | 1위  | 뉴욕 주지사 당선 |
| 1783년 선거 | 뉴욕 주지사   | 1대  | 반연방주의당 | 75.50%  | 3,584표           | 1위  | 뉴욕 주지사 당선 |
| 1786년 선거 | 뉴욕 주지사   | 1대  | 반연방주의당 | 100.00% | 3,624표           | 1위  | 뉴욕 주지사 당선 |
| 1789년 선거 | 뉴욕 주지사   | 1대  | 반연방주의당 | 51.74%  | 6,391표           | 1위  | 뉴욕 주지사 당선 |
| 1789년 선거 | 미국의 부통령 | 1대  | 반연방주의당 | 4.35%   | 3표               | 6위  | 낙선             |
| 1789년 선거 | 미국의 대통령 | 1대  | 반연방주의당 | 2.17%   | 0표 (3명)         | 7위  | 낙선             |
| 1792년 선거 | 뉴욕 주지사   | 1대  | 반연방주의당 | 50.32%  | 8,440표           | 1위  | 뉴욕 주지사 당선 |
| 1792년 선거 | 미국의 부통령 | 1대  | 반연방주의당 | 37.88%  | 3표               | 2위  | 낙선             |
| 1792년 선거 | 미국의 대통령 | 1대  | 반연방주의당 | 18.94%  | 0표 (50명)        | 3위  | 낙선             |
| 1796년 선거 | 미국의 부통령 | 2대  | 민주공화당   | 3.42%   | 7표               | 6위  | 낙선             |
| 1796년 선거 | 미국의 대통령 | 2대  | 민주공화당   | 2.54%   | 0표 (7명)         | 7위  | 낙선             |
| 1801년 선거 | 뉴욕 주지사   | 1대  | 민주공화당   | 54.34%  | 24,808표          | 1위  | 뉴욕 주지사 당선 |
| 1804년 선거 | 미국의 부통령 | 4대  | 민주공화당   | 72.79%  | 104,110표 (162명) | 1위  |                  |
| 1808년 선거 | 미국의 부통령 | 4대  | 민주공화당   | 64.73%  | 124,732표 (113명) | 1위  |                  |
| 1808년 선거 | 미국의 대통령 | 4대  | 민주공화당   | 0%      | 0표 (6명)         | 3위  | 낙선             |